# ポッペーアの戴冠
『ポッペーアの戴冠』（ポッペーアのたいかん、L'Incoronazione di Poppea）は、モンテヴェルディが作曲したオペラ・セリア。『ポッペアの戴冠』とも言う。

## 台本
ジョヴァンニ・フランチェスコ・ブセネッロの台本による。古代ローマ帝国の皇帝ネローネ（ネロ）が、周囲の反対者を排除して、寵愛するポッペーア（ポッパエア・サビナ）を皇后とする物語。1642年にヴェネツィアで初演された。
現存する筆写者不明のナポリ稿、ヴェネツィア稿の2種類の手稿本には、歌と低音部しか書かれていない。そのためこの作品は、演奏者によって楽器・演奏が様々に異なっている。

## 登場人物
- ネローネ（ソプラノカストラート、現在では女性のソプラノ或いはメゾソプラノかテノールで歌われる）：ローマ皇帝。
- ポッペーア（ソプラノ）：オットーネ将軍の妻。ネローネと結婚し皇后となる。
- オットーネ（メゾソプラノカストラート、現代ではカウンターテノールで歌われる）：ポッペーアの夫。後に皇帝となるオト。
- オッターヴィア（メゾソプラノ）：ネローネの皇后オクタウィア。
- セネカ（バス）：哲学者でネローネの補佐役
- ドゥルジッラ（ソプラノ）：宮殿内侍女。オットーネを愛している。
- アルナルタ（男声あるいは女性のコントラルトまたはテノール）：ポッペーアの乳母
- ルカーノ（テノール）：ネローネの友人で詩人
- フォルトゥーナ（ソプラノ）：幸運の擬人化
- ヴィルトゥ（ソプラノ）：美徳の擬人化
- アモーレ（ボーイソプラノ）：愛の神キューピッド
- 第１の兵士、第２の兵士（テノール）
- 乳母（コントラルト）：オッターヴィアの乳母
- パッラーデ（ソプラノ）：知恵の神
- メルクーリオ（バス）：伝令神
- リベルト（テノール）：解放奴隷
- ヴァレット（ソプラノ）：オッターヴィアの小姓
- ダミジェッラ（ソプラノ）：オッターヴィアの侍女
- リットーレ（バス）：警士
- ヴェネレ（ソプラノ）：ヴィーナス

## すじがき

### プロローグ
幸運、美徳のどちらが偉大か争っているところに愛の神が割って入り、自分より偉大な神はいない、私が少し動くと世の中が変わるのだという。

### 第1幕
オットーネが戦地から家に帰ってくると、皇帝ネローネの兵がいる。そこで妻の浮気に気付く。
一方、オッターヴィアも夫の浮気に悩まされている。セネカは彼女を慰め、皇帝には浮気をやめるようにと忠告する。
ネローネは離婚して、ポッペーアを皇后にするとポッペーアに告げる。ポッペーアは喜んで邪魔なセネカを消すためにある事ない事をネローネに言う。

### 第2幕
兵が自害の命令をセネカに伝える。セネカは家族や友人に引き止められるが、命令に従って風呂桶の中で手首を切って静かに死ぬ。
オッターヴィアはオットーネを脅してポッペーア殺害を命じる。オットーネはドルジッラから服を借りて女装し、昼寝中のポッペアを殺そうとする。しかし、愛の神がポッペーアを目覚めさせて事無きを得る。気付かれたオットーネは逃げ去る。アルナルタはオットーネをドルジッラと間違え、ドルジッラが殺そうとしたと告発する。

### 第3幕
ポッペーア殺害未遂の罪で皇帝の前に引かれたドルジッラは、愛するオットーネのために自分がやったと言う。そこにオットーネがかけ付け、自分が真犯人であること、オッターヴィアに命じられたことを皇帝に言う。ネローネは離縁の口実を得て喜び、死一等減じてオットーネを国外追放に処する。ドルジッラは同行を願い出、ネローネはこれを許し、彼女を徳婦と讃える。オッターヴィアは離縁され、小舟で流されて追放される。
めでたくポッペアは新皇后となり、臣下たちや神々の祝福を受ける。

## オーケストレーション
- Hugo Goldschmidt (Leipzig, 1904 in Studien zur Geschichte der Italienischen Oper im 17. Jahrhundert)
- Vincent d’Indy (Paris, 1908)
- Gian Francesco Malipiero (Wien, 1931; in Claudio Monteverdi: Tutte le opere)
- Ernst Krenek (Wien, 1935)
- Giacomo Benvenuti (Mailand, 1937)
- Giorgio Federico Ghedini (Mailand, 1953)
- Hans Redlich (Kassel, 1958)
- Walter Goehr (Wien und London, 1960)
- Raymond Leppard (London, 1966)
- Alan Curtis (London, 1989)
- René Jacobs (Köln, 1990); Versuch einer Urfassung („Versione originale“); unter Verwendung der Ausgabe Malipiero 1931 als Grundgerüst, im Auftrag des WDR

## 関連文献
- Arnold, Denis & Fortune, Nigel (eds) (1968). The Monteverdi Companion. London: Faber & Faber.
- Chew, Geoffrey (2007). Macy, Laura, ed. "Oxford Music Online". "Monteverdi, Claudio: Works from the Venetian years". (subscription required)
- Chew, Geoffrey (2007). Macy, Laura, ed. "Oxford Music Online". "Monteverdi, Claudio: Tonal language". (subscription required)
- Sadie, Stanley (ed.) (2004). The Illustrated Encyclopedia of Opera. London: Flame Tree Publishing. ISBN 1-84451-026-3.

## 録音
- 1974 : Nikolaus Harnoncourt, Concentus Musicus Wien, première interprétation à procéder d'une approche musicologique novatrice et cohérente (couronnée lors de sa parution par plusieurs prix du disque) : utilisation d'instruments anciens (ou copies d'anciens), effectif réduit (vingt-et-un musiciens), Helen Donath (Poppée), Elisabeth Söderström (Néron), Cathy Berberian (Octavie), Paul Esswood (Othon), Rotraud Hansmann (Drusilla), Giancarlo Luccardi (Sénèque), (Teldec).
- 1990 : René Jacobs, Concerto Vocale, Danielle Borst (Poppée), Guillemette Laurens (Néron), Jennifer Larmore (Octavie), Axel Köhler (Othon), Michael Schopper (Sénèque), Lena Lootens (Drusilla), Christoph Homberger (Arnalta), Martina Bovet (L'Amour), (Harmonia Mundi).
- 1993 : John Eliot Gardiner, The English Baroque Soloists, Sylvia McNair (Poppée), Dana Hanchard (Néron), Anne Sofie von Otter (Ottavia), Michael Chance (Othon)3.

## 録画
- 1979 : Nikolaus Harnoncourt, Jean-Pierre Ponnelle à l'Opéra de Zurich, Rachel Yakar (Poppée), Eric Tappy (Néron), Trudeliese Schmidt,(Octavie), Paul Esswood (Othon), Matti Salminen (Sénèque), Janet Perry (Drusilla), (Decca). Réédité en DVD par Deutsche Grammophon en 2006. Prise de son: Opernhaus Zürich, 15-23 juin 1978, prise de vue : filmé aux studios Wien-Film, 2-30 janvier 1979.
- 1999 : Marc Minkowski, Les Musiciens du Louvre, Klaus Michael Grüber festival d'Aix-en-Provence, Mireille Delunsch (Poppée), Anne-Sofie von Otter (Néron), Lorraine Hunt (Octavie), Anna Larsson (Othon), Denis Sedov (Sénèque), Nicole Heaston (Drusilla), Maria José Trullo (la nourrice), Jean-Paul Fouchécourt, (Arnalta), (Arte).
- 2009 : Harry Bickett, orchestre baroque du grand théâtre du Liceu, mise en scène de David Alden. Miah Persson (Poppée), Sarah Connolly (Néron), Jordi Domenech (Othon), Franz-Josef Selig (Sénèque), Maïté Beaumont (Octavie), Ruth Rosique (Drusilla), Dominique Visse (Arnalta, la nourrice), Guy de Mey (Lucano). Édité chez Opus Arte en 2012. Filmé par Xavi Bové, en février 2009, au grand théâtre du Liceu.